# マニトワック (ウィスコンシン州)
マニトワック（Manitowoc）は、アメリカ合衆国ウィスコンシン州の都市。マニトワック郡の郡庁所在地である。人口は3万4626人（2020年）。ミシガン湖に面し、グリーンベイの南東65キロメートル、ミルウォーキーの北135キロメートルに位置する。
マニトワックは「ウィスコンシンの海事の都」と呼ばれ、造船業が栄えた。1902年にマニトワックで創業し、マニトワックをその企業城下町としてきたマニトワック造船は、第二次世界大戦中には軍用の潜水艦を多数建造した。1968年に造船所が閉鎖された後も、同社は現在のマニトワック・カンパニーという社名で、建設機械および飲食産業用機器の製造会社として存続し、世界26ヶ国で事業を展開する会社となった。現在では、マニトワックにはウィスコンシン海事博物館が置かれ、第二次世界大戦で戦功を上げた潜水艦、コビアが記念艦として係留されている。

## 歴史
今日のマニトワックがあるこの地には、ヨーロッパ人の入植以前にはオタワ族、メノミニー族、ウィネベーゴ族、ポタワトミ族のネイティブ・アメリカンが混住していた。マニトワックという今日の地名の由来は、オタワ族が話していたアニシナーベ語で「魂の産卵」を意味するmanitowag、もしくは「魂の木々」を意味するmun-nih-do-walkが転訛し、「魂の住処」を意味するものであった考えられている。
1795年、北西会社がこの地に毛皮交易所を設置すると、この地にはボヘミア系、フランス系、ドイツ系、アイルランド系、ノルウェー系、ポーランド系などが移入した。しかし、この地に恒久的な入植地が創設されたのはその41年後、1836年のことであった。このとき、この地にはマニトワックのほか、マニトワックラピッズ、トゥー・リバーズ、ネショトと、4つの村が同時に創設された。1839年にはマニトワック郡政府が創設され、翌1840年にはマニトワックに最初の郡庁舎が置かれた。その後、1851年3月6日にマニトワックは村として正式に法人化され、1870年3月12日に市制を施行した。
マニトワックはその初期から、シボイガンと並んで港を築くのに良い場所であると考えられていた。しかし資金難もあり、最初の埠頭が築かれたのは1854年で、その時点で既に州南部のミルウォーキーやケノーシャに遅れを取っていた。その後も1900年代初頭に至るまでほぼ毎年、数万ドル単位の費用を投じて港の拡張が行われた。
マニトワック港がまだ計画段階にあった1847年、ジョセフ・エドワーズはマニトワックで最初のスクーナーとなったシチズン号を建造した。その次の船が建造されたのはその5年後であったが、これがマニトワックにおける造船業の起こりであったと考えられている。19世紀後半には、マニトワックでは蒸気船が建造され、グリーンベイやミルウォーキー、シカゴなどへ蒸気船の定期便が就航した。1902年にマニトワック造船が創業すると、マニトワックはその企業城下町として発展した。第二次世界大戦中には、マニトワック造船はそれまで建造経験のなかった軍用の潜水艦を多数建造してその事業を拡大すると共に、マニトワックの地域経済を潤した。

## 地理

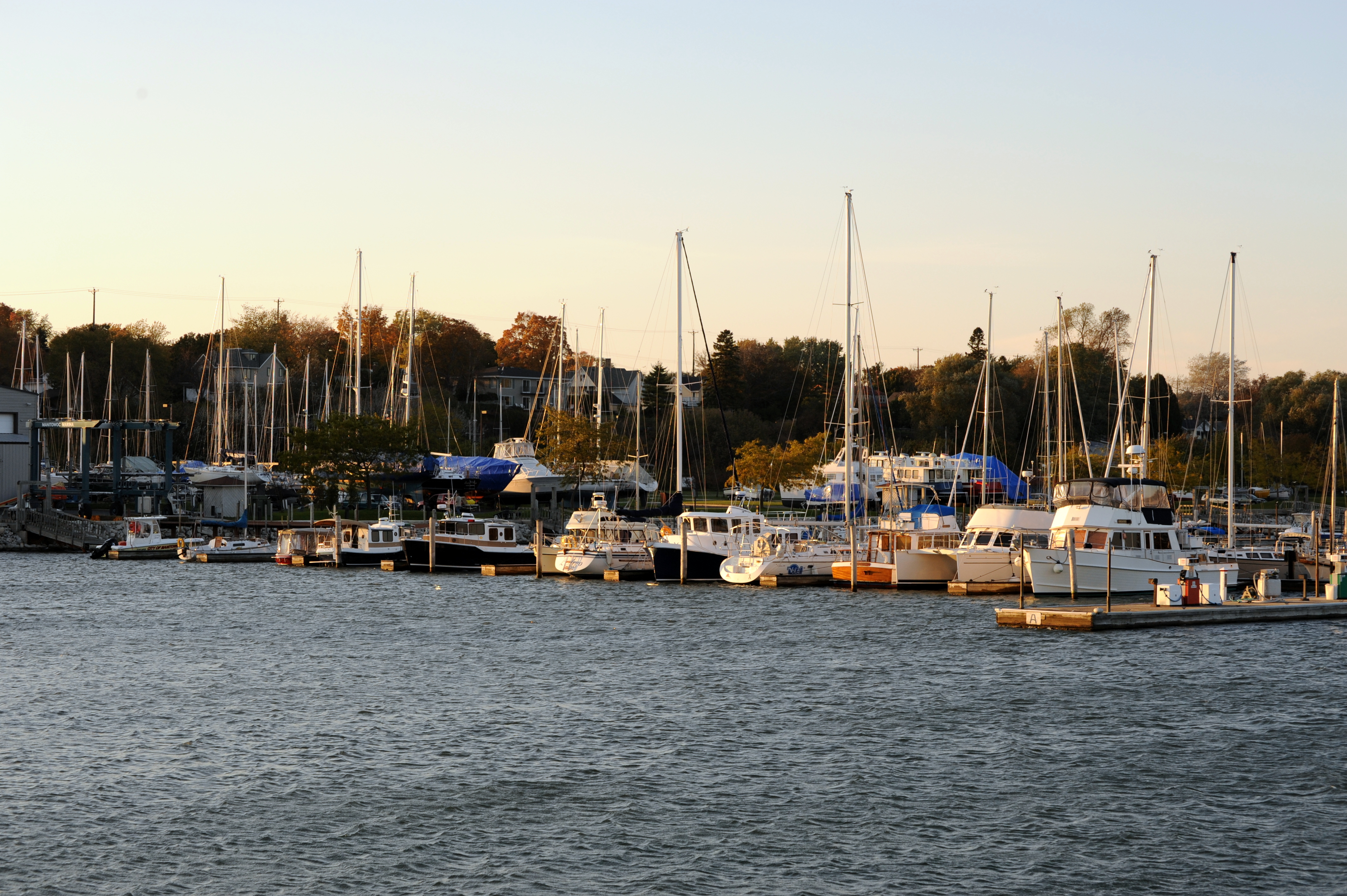
マニトワック港

マニトワックは北緯44度5分47秒 西経87度40分30秒 / 北緯44.09639度 西経87.67500度に位置している。シボイガンからは北へ約50km、グリーンベイからは南東へ約65km、ミルウォーキーからは北へ約135kmに位置する。市の東にはミシガン湖が広がり、マニトワック川がミシガン湖に注ぐ河口にはマニトワック港が築かれ、ダウンタウンは河口付近の両岸に形成されている。市中心部の標高は185mである。
アメリカ合衆国国勢調査局によると、マニトワック市は総面積44.5km²（17.2mi²）である。そのうち43.7km²（16.9mi²）が陸地で0.8km²（0.3mi²）が水域である。総面積の1.86%が水域となっている。
マニトワックの気候は五大湖周辺の地域によく見られる、寒さの厳しい冬と涼しい夏に特徴付けられる大陸性の気候であるが、ほぼ同緯度でミシシッピ河畔のラクロスなど州西部と比べると、ミシガン湖の影響で夏はより涼しく、冬の寒さは若干和らぐ。最も暖かい7月の月平均気温は20℃、最高気温の平均は26℃で、日中でも30℃を超えることは滅多にない。最も寒い1月の平均気温は氷点下7℃で、日中でも0℃に達さない日が続く。降水は夏季、5月から9月までにかけて多く、月間75-90mm前後に達する。冬季は概ね乾燥しているが、12月から3月までは月間21-28cm程度の降雪が見られる。年間降水量は770mm程度である。ケッペンの気候区分では、マニトワックは亜寒帯湿潤気候（Dfb）に属する。
|               | 1月  | 2月  | 3月  | 4月  | 5月  | 6月  | 7月  | 8月  | 9月  | 10月 | 11月 | 12月 | 年    |
| ------------- | ---- | ---- | ---- | ---- | ---- | ---- | ---- | ---- | ---- | ---- | ---- | ---- | ----- |
| 平均気温（℃） | -7.2 | -6.1 | -1.1 | 5.6  | 11.1 | 17.2 | 20.6 | 20.0 | 15.6 | 9.4  | 2.2  | -3.9 | 7.2   |
| 降水量（mm）  | 40.6 | 38.1 | 53.3 | 68.6 | 76.2 | 88.9 | 81.3 | 78.7 | 81.3 | 63.5 | 55.9 | 43.2 | 769.6 |
| 降雪量（cm）  | 28.4 | 25.7 | 21.8 | 6.6  | 0.5  | -    | -    | -    | -    | 0.5  | 8.9  | 20.8 | 113.2 |

## 政治

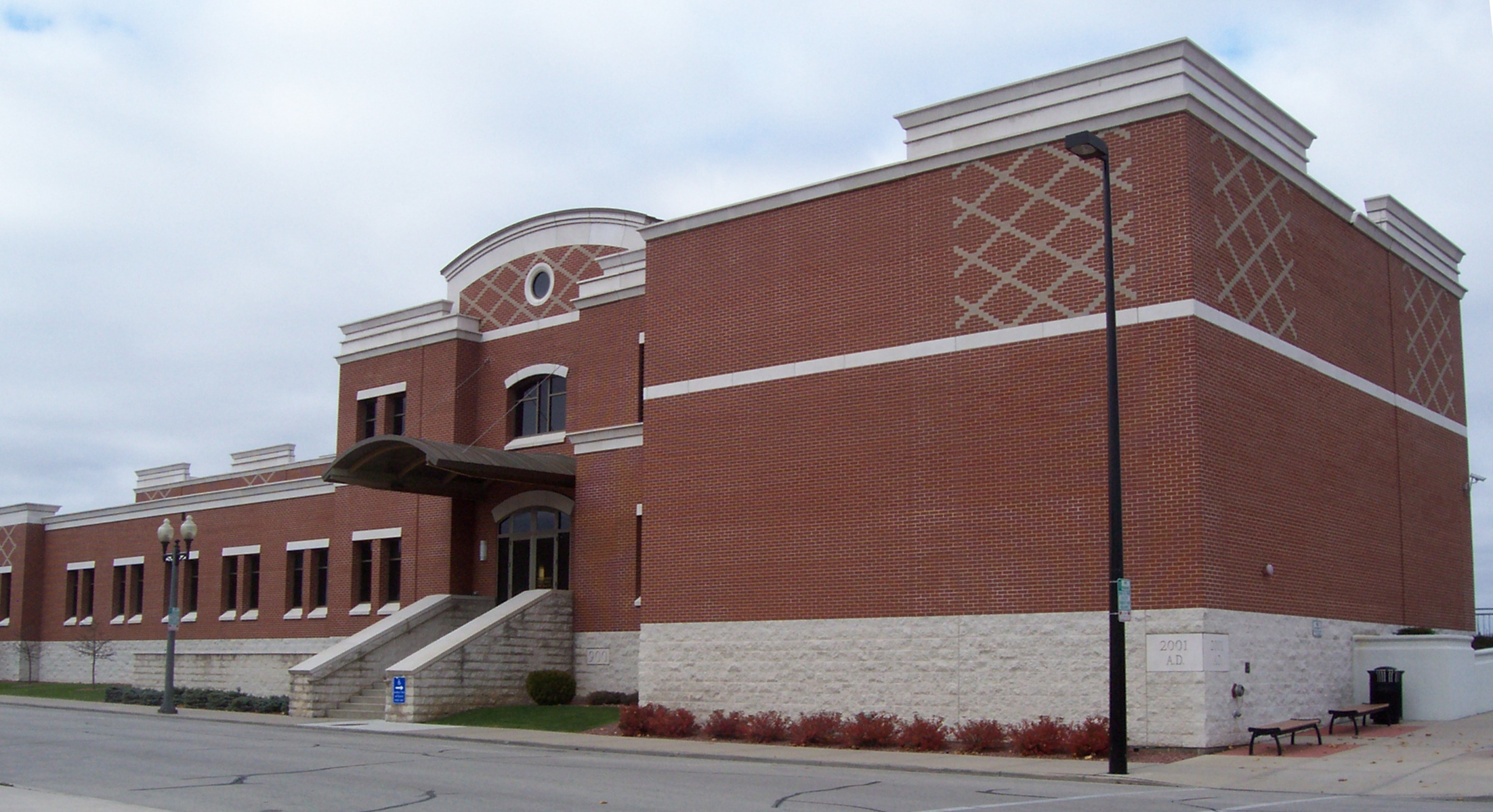
マニトワック市庁舎

マニトワックは市長制を採っている。市長は全市からの投票で選出され、その任期は4年である。市長は市政の最高責任者であり、市議会の議長および都市計画理事会の会長も務める。市長は市議会が採択した政策や条例の実行、市政府の日常業務の監督、地域経済の発展等に責任を負う。
市議会は10人の議員からなっている。市議会議員は市を10に分けた選挙区から1人ずつ選出され、その任期は2年であるが、毎年半数が改選される。市議会は条例の可決、予算の採択、各局長の任命等に責任を負う。

## 産業
マニトワックでは造船業が栄えてきた。社名にマニトワックの名を冠し、マニトワックに本社を置くマニトワック・カンパニーは、もともとは1902年に創業したマニトワック造船で、船舶の建造および修理を行っていた。同社は第一次世界大戦中には貨物船を、また第二次世界大戦中には軍用の潜水艦を多数建造し、事業規模を拡大した。その一方で、同社は事業の多角化として、1920年代にクレーン製造に、第二次世界大戦後には業務用冷蔵庫製造に進出した。1968年に造船所は閉鎖されたが、会社はマニトワック・カンパニーとして存続し、以後は建設機械と飲食産業用機器の製造を、それぞれ｢マニトワック・クレーン｣、「マニトワック・フードサービス」として行っている。同社はアメリカ合衆国内の拠点のほか、イギリス、フランス、中華人民共和国など世界26ヶ国で事業を展開している。
バーガー・ボートは1863年に創業した、アメリカ合衆国では最古の部類に入る遊行船の建造会社である。同社の船はカスタムメイドで24-30ヶ月かけて建造される、全長75-200フィート（23-60m）のものである。同社は年間2-3隻の船を建造している。同社はマニトワックの本社のほか、モナコにもヨーロッパ拠点を置いている。

## 交通

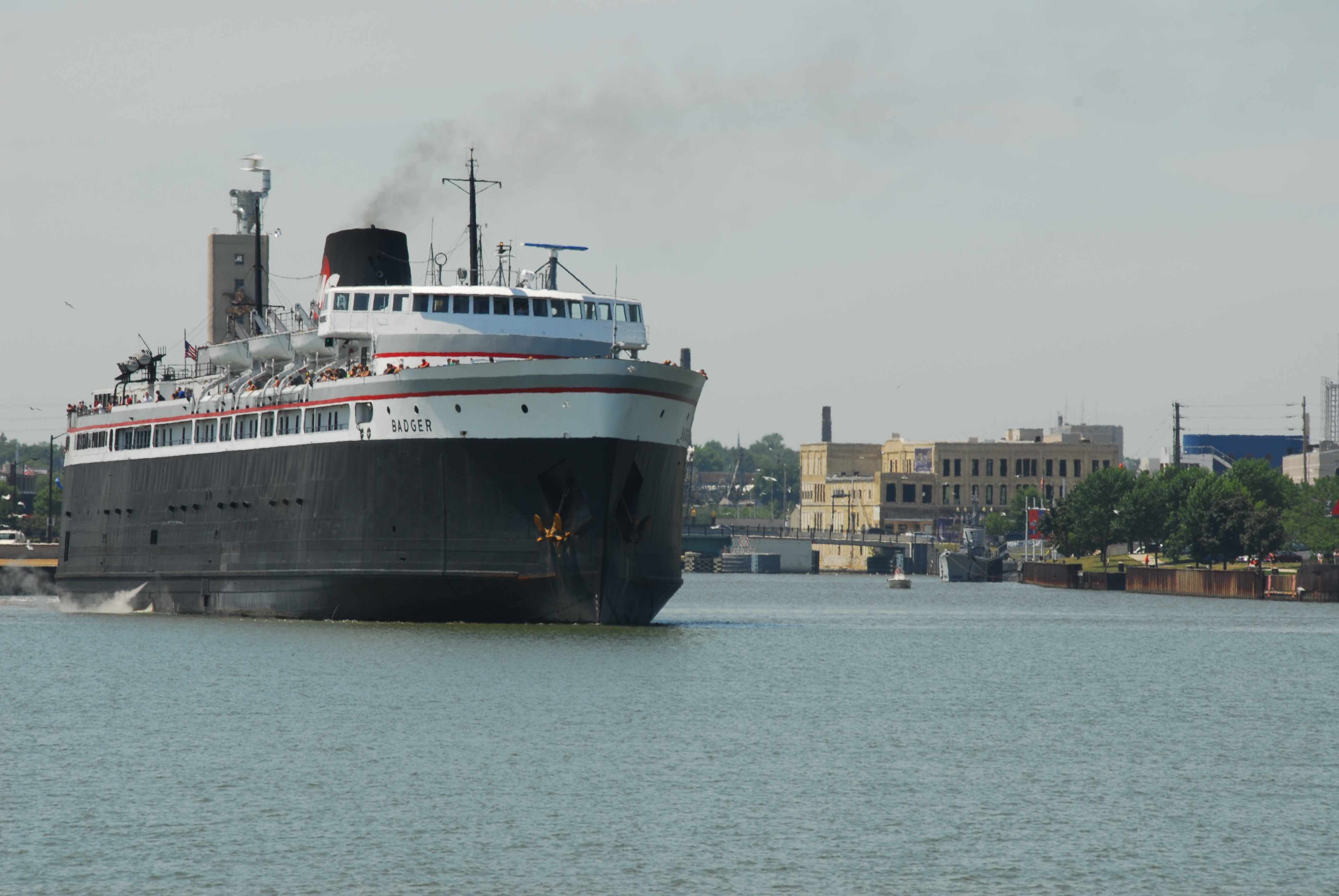
マニトワック港から出航するバッジャー号

マニトワックに最も近い商業空港は、グリーンベイの南西に立地するオースチン・ストローベル国際空港（IATA: GRB）である。マニトワック市中心部からは州間高速道路I-43を利用して北西へ約67kmの道のりで、車では所要約45-50分である。より規模が大きく、便数も就航路線数も多い空港としては、ミルウォーキーの南に立地するジェネラル・ミッチェル国際空港（IATA: MKE）もあり、こちらへはマニトワックの中心部から南へ約150km、車で所要1時間40分ほどである。マニトワック市内、市中心部から北西へ約2マイル（3.2km）にもマニトワック郡空港（IATA: MTW）があるが、こちらはゼネラル・アビエーションと呼ばれる、主として自家用機やチャーター機等の発着に使われる小規模な空港である。
I-43は市の西を南北に通っている。I-43はグリーンベイを北の起点/終点とし、ミルウォーキーまでミシガン湖岸に沿って南北に走る高速道路で、ミルウォーキーでI-94に合流してシカゴ方面や州都マディソン方面にもつながっている。
マニトワック市内の通りは、南北に通る通りには数字のついたものが多く、ミシガン湖から離れるにつれて数字が大きくなり、マニトワック川を境にN（北）とS（南）に分かれている。一方、東西に通る通りにはW（西）とE（東）の区別はない。
マニトワック港にはミシガン湖を横断し、マニトワックと対岸のミシガン州ラディントンとを所要4時間で結ぶフェリー、バッジャー号が発着する。バッジャー号は1日1便の運航であるが、夏季には1日2便に増便され、冬季には休止となる。このフェリーはミシガン州とノースダコタ州を結ぶ国道10号線の一部になっている。
グレイハウンドのバスストップは市南西部にあるシェルのガソリンスタンドに併設されており、同社と提携しているバス会社によって運行されている、ミルウォーキーとグリーンベイを結ぶ中距離バスが停車する。
マニトワックにおける公共交通機関は、市がマリタイム･メトロ･トランジットとして運行している6系統の路線バスによってカバーされている。そのうち5系統は市中心部に立地するバスターミナルを中心として市内各所をカバーする循環路線で、残りの1系統は市北東部のメドウ・リンクス乗継所から北東郊のトゥーリバーズ市へ向かう路線である。

## 教育

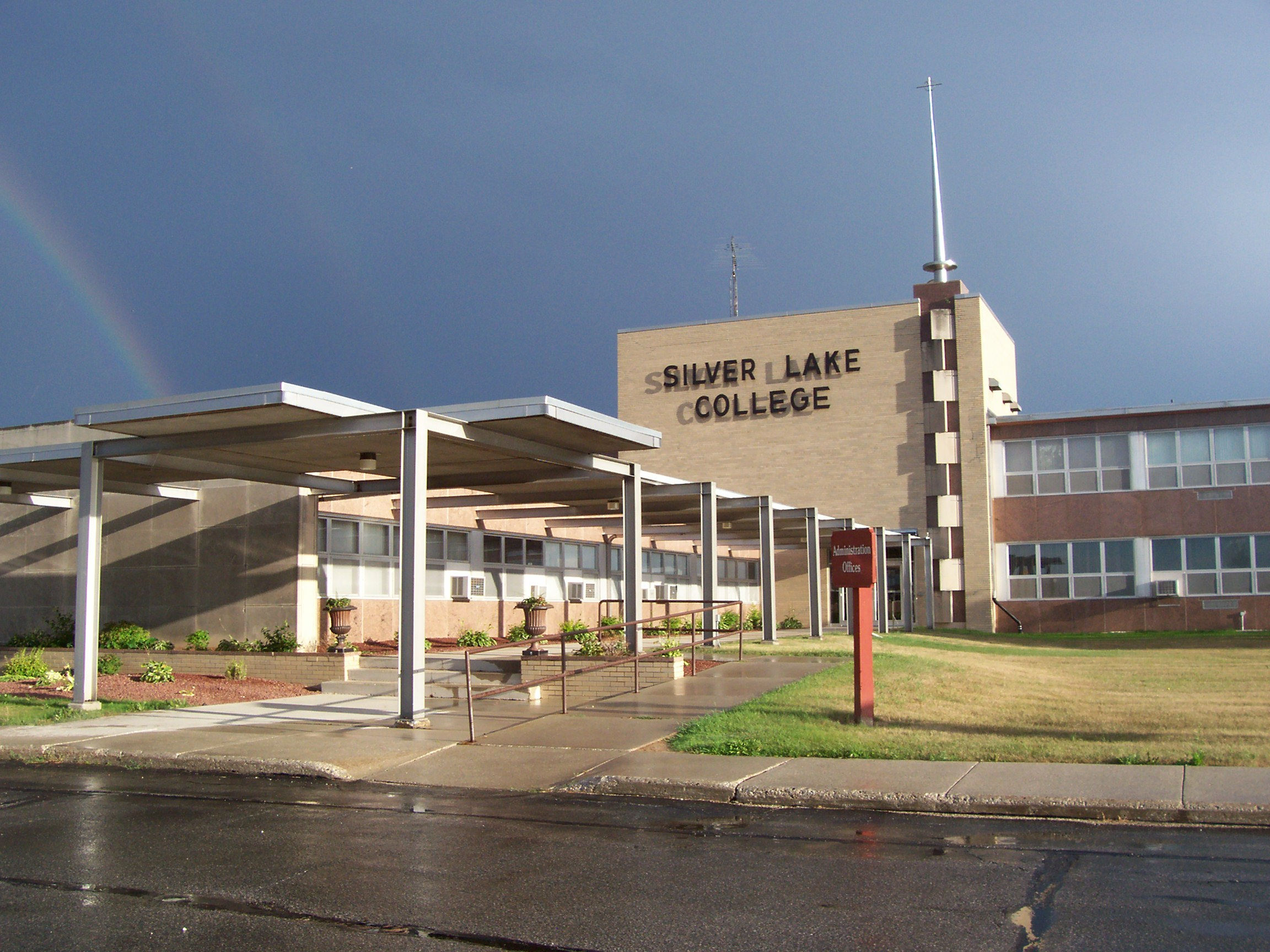
シルバーレイク大学

マニトワックに1校だけ立地する4年制大学、シルバーレイク大学は市の南西にキャンパスを構えている。同学はマニトワックに本拠を置き、聖フランシスコの福音を受け継ぐカトリックの女子会衆、フランシスカン・シスターズ・オブ・クリスチャン・チャリティによって、1885年に教会学校として設立された。その後、同学は1935年にホーリー・ファミリー・カレッジ（Holy Family College）として4年制のリベラル・アーツ・カレッジに移行し、1957年に非聖職者の女子を受け入れ、1959年に認定を受け、1969年に男女共学に移行し、1972年にはフランシスカン・シスターズ・オブ・クリスチャン・チャリティと分離独立して現在の校名に改称した。
ウィスコンシン大学マニトワック校はウィスコンシン大学システムをなす26校（4年制13校・2年制13校）のうちの1校で、地域密着型で教養科目を主とし、準学士の学位のみを授与する2年制の大学である。同学卒業生はウィスコンシン大学システム内外の4年制大学に編入することができる。同学は市の南部、ミシガン湖畔に40エーカー（約162,000m²）のキャンパスを有している。
マニトワックにおけるK-12課程はマニトワック公立学区の管轄下にある公立学校によってまかなわれている。同学区は小学校（1-6年生）6校、中学校（7-9年生）2校、高等学校（10-12年生）1校のほか、チャーター・スクールとしてオルタナティブ高校1校、および幼児早期教育センター1校を有し、約5,500人の児童・生徒を抱えている。また、マニトワックには公立学校のほか、カトリック系およびルーテル教会系の私立学校も数校ある。

## 文化
ダウンタウンのマニトワック河畔、河口近くに立地するウィスコンシン海事博物館は1970年に開館し、中西部最大級の海事博物館の1つに数えられている。同館は60,000平方フィート（約5,574m²）を超える展示スペースを有し、船舶の模型や蒸気エンジンなど、ウィスコンシン州の海事史に関する事物を展示している。また、同館の南を流れるマニトワック川には、第二次世界大戦で4度の戦功を上げた潜水艦、コビアが記念艦として係留され、45分のツアーや、オーバーナイトでの教育プログラムに使われている。同館はスミソニアン協会とも提携している。
ダウンタウンの北にはラー・ウェスト美術館が立地している。同館のクイーン・アン様式の建物は、もともとは1891年から1893年にかけて、地元実業家で市長も務めたジョセフ・ビラズの邸宅として建てられたものである。ビラズ夫妻の死後、この豪邸を1910年に購入したのは実業家ラインハルト・ラーであった。ラーが1921年にこの世を去った後、1941年に妻のクララはこの豪邸を市に寄付した。その後、豪邸はラー・シビック・センターとしての利用を経て、ウェスト家の援助も得て1975年に現称で美術館として再生された。1977年には、同館の建物は国家歴史登録財に登録された。同館のコレクションはジョージア・オキーフやアンディ・ウォーホルなど、19世紀以降のアメリカ芸術作品が主である。また、同館は地域における芸術教育の拠点ともなっており、子供から大人まで幅広い年代を対象として芸術教室を開いているほか、3-5月には地元の児童・生徒の作品を展示するユース・アートという展覧会も行っている。

## 姉妹都市
マニトワックは鴨川市（日本・千葉県）と1993年11月8日に姉妹都市提携を結んでいる。提携して以来、両市は児童・生徒の絵画交換・作品展、マニトワック吹奏楽団や鴨川少年少女合唱団によるコンサート、ホームステイなどで交流してきた。また、ラー・ウェスト博物館には鴨川市の名を冠したカモガワ・ルームという展示室が設けられ、鴨川市がマニトワックに贈った作品が展示されている。なお、マニトワックの姉妹都市は鴨川市1都市のみである。

## 関連項目

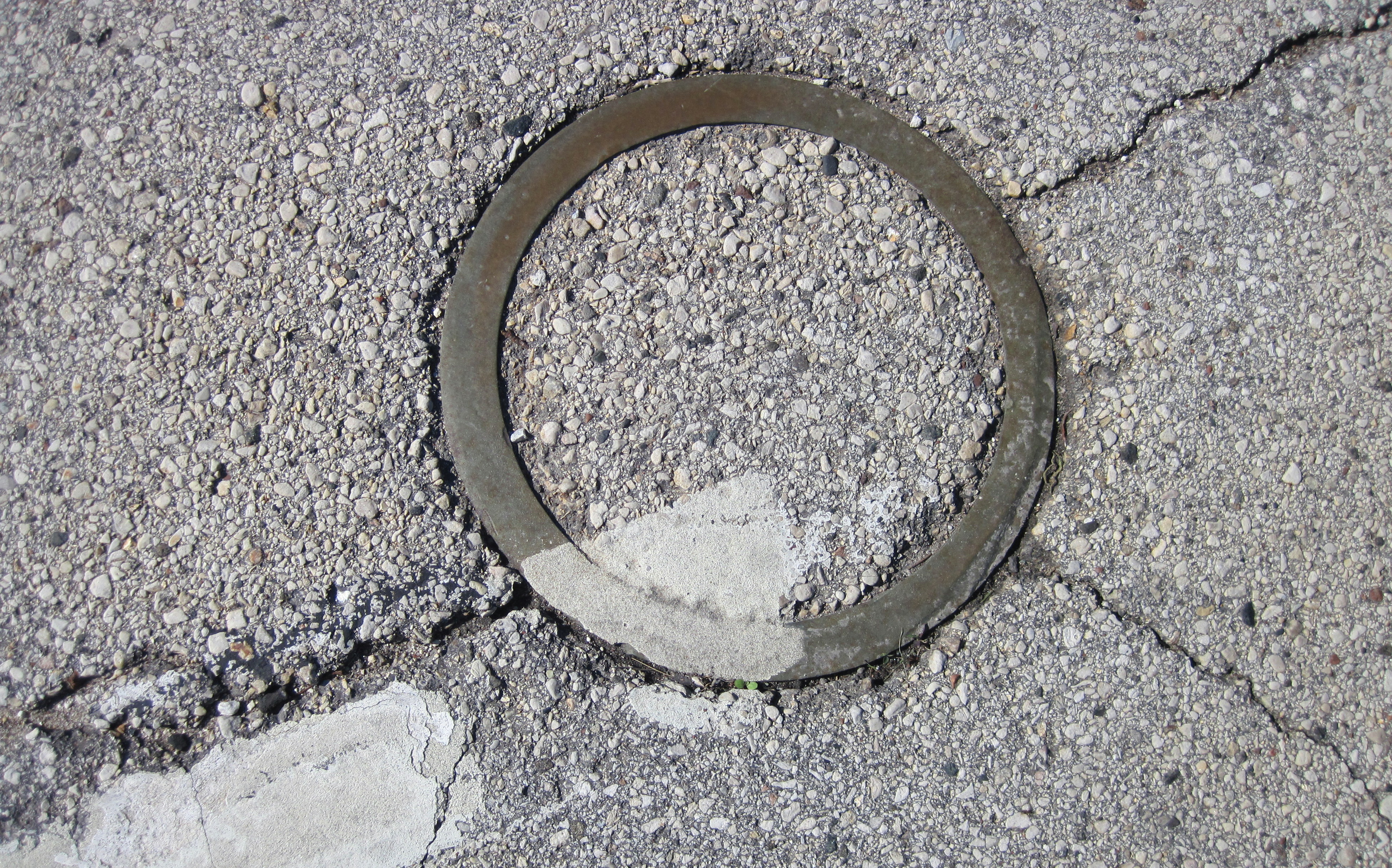
スプートニク4号の金属片落下を記念して落下点に設置された円形の金属

## 註
1. ↑  Muench, David. Wisconsin Community Slogans: Their Use and Local Impacts. p.102. University of Wisconsin-Extension. 1993年12月. （PDFファイル）
2. 1 2 3  Manitowoc History. City of Manitowoc.
3. ↑  “Quickfacts.census.gov”. 2024年4月1日閲覧。
4. ↑  Plumb, Ralph G. A History of Manitowoc County. Chapter II: The Indians. p.10. 1904年.
5. ↑  Manitowoc. Dictionary of Wisconsin History. Wisconsin Historical Society.
6. ↑  Plumb, Ralph G. A History of Manitowoc County. Chapter III: Early Settlement. p.16. 1904年.
7. ↑  Plumb, Ralph G. A History of Manitowoc County. Chapter X: Village and City Government. pp.167,173. 1904年.
8. ↑  Plumb, Ralph G. A History of Manitowoc County. Chapter VI: Marine. "Harbor Development". pp.55-65. 1904年.
9. ↑  Plumb, Ralph G. A History of Manitowoc County. Chapter VI: Marine. "Transportation Facilities and Shipbuilding". pp.67-79. 1904年.
10. 1 2  The Many Products. Wisconsin Historical Society.
11. 1 2  Historical Weather for Manitowoc, Wisconsin, United States of America. Weatherbase.com.
12. 1 2 3  Common Council. City of Manitowoc.
13. ↑  FAQ: What does the mayor do?. City of Manitowoc.
14. 1 2  Our Company. Manitowoc Company, Inc.
15. ↑  Burger 113 Expedition Top Times. Rome, Italy: Nautica Editrice Srl.
16. ↑  The Company. Burger Boat Company.
17. ↑  Contact: European Business Operations. Burger Boat Company.
18. ↑  Driving directions to GRB. Yahoo!Map.
19. ↑  Driving directions to MKE. Yahoo!Map.
20. ↑  Manitowac County Airport, Manitowoc, Wisconsin, USA. Federal Aviation Administration. Qtd by AirNav. 2012年4月5日.
21. ↑  Schedules&Fares. Lake Michigan Carferry.
22. ↑  Manitowoc, WI. Greyhound.
23. ↑  About Maritime Metro Transit. Maritime Metro Transit, City of Manitowoc.
24. ↑  Route Information. Maritime Metro Transit, City of Manitowoc.
25. ↑  Franciscan Sisters: Called to be, called to serve. Franciscan Sisters of Christian Charity. 2015年11月10日閲覧.
26. ↑  Our History. Silver Lake College of the Holy Family. 2015年11月10日閲覧.
27. ↑  about UW-Manitowoc. University of Wisconsin-Manitowoc.
28. ↑  History & Facts. University of Wisconsin-Manitowoc.
29. ↑  About the MPSD. Manitowoc Public School District.
30. ↑  About the Museum. Wisconsin Maritime Museum.
31. ↑  Affiliations. Wisconsin Maritime Museum.
32. ↑  Smithsonian Affiliate Directory. Smithsonian Affiliations. 2021年8月17日閲覧.
33. ↑  Mansion. Rahr-West Art Museum, City of Manitowoc.
34. ↑  Contribute Artwork to the Rahr West Art Museum Collection. Rahr-West Art Museum, City of Manitowoc.
35. ↑  Education. Rahr-West Art Museum, City of Manitowoc.
36. ↑  Youth Art Series. Rahr-West Art Museum, City of Manitowoc.
37. ↑  “鴨川と米マニトワック市 “水辺”の縁で姉妹都市に 両市長が協定書に調印”. 朝日新聞 (朝日新聞社):  p. 朝刊 27. (1993年11月9日)
38. ↑  国際交流 年表. 鴨川市.
39. ↑  鴨川市の国際交流. 自治体国際化協会. 2003年.
40. ↑  Sputnik Crashed Here. RoadsideAmerica.com.